# 297026 Corton
297026 Corton este un asteroid din centura principală de asteroizi.

## Descriere
297026 Corton este un asteroid din centura principală de asteroizi. A fost descoperit pe 7 aprilie 2010 la Sierra Stars de Michel Ory. Asteroidul prezintă o orbită caracterizată de o semiaxă mare de 2,47 ua, o excentricitate de 0,13 și o înclinație de 4,0° în raport cu ecliptica.